# Бриош
Бриош је пециво француског порекла, које личи на веома обогаћени хлеб. Припрема се на исти начин као и обичан хлеб. Веома висок садржај јаја и маслаца омогућују да бриош има богат изглед и нежну али хрскаву кору, што га чини омиљеним избором широм Француске за доручак или ужину.

## Етимологија
Иако су постојале многобројне дебате у вези са пореклом речи бриош, данас је опште прихваћено схватање да та реч потиче од старог француског глагола brier, дијалектичке форме норманског глагола broyer — обликовање теста "бријем", врстом дрвене оклагије; суфикс -oche је уопштени суфикс. Pain brié је врста хлеба која потиче из Нормандије, чије се густо тесто раније обликовало овим инструментом. Реч је германског порекла, вероватно је потекла од прото-индо-европског корена bhreg ('поломити').

## Историја
Реч „бриош“ је први пут упортебљена у француском језику 1404. године, када је описана као „зачињени хлеб или „земичка“. У Француској се развио као „врста хлеба, унапређена, временом од стране кувара и пекара, са мало маслаца, јајима, шећером итд... Развио се од обичног белог, црквеног хлеба који је временом постајао квалитетнији, а самим тим и скупљи“. Све више и више добија на значају у 18. веку, јер је маслац тада био коришћен у великој мери. Пекари су у то време успевали да произведу и до 250кг бриоша дневно, за време тржишних дана.

## Састојци

### Тесто
- 40г квасца
- 500г брашна
- 100мл уља
- 50г шећера
- 2 јајета
- 200мл воде
- маслац
- со

## Припрема
Измрвити квасац у посуду, додати мало шећера, брашна и воду, промешати и оставити да одстоји 15минута. Додати уље, остатак шећера, со и умућена јаја, сјединити све, прекрити посуду крпом и оставити 20-25 минута, да се величина теста удвостручи. Након тога узети тесто, згњечити га рукама и оставити у фрижидеру да преноћи. Након вађења теста из фрижидера, разделити га на једнаке делове, обликоване у лоптице. Од сваког дела посебно исплести мале плетенице чији крајеви морају бити подвијени да би се формирао округли облик. Ставити припремљени бриош у посуду за печење, премазати истопљеним маслацом, ставити у загрејану рерну и пећи на 220°C око 20 минута, 5 минута пре краја печења премазати бриош умућеним јајетом да би пециво добило златну боју и сјај.

## Послуживање
Бриош се може послуживати самостално или као подлога разноразним дезертима за доручак или ужину. Осим тога, бриош има и друге улоге у кухињи и може бити служен уз главно јело и вечеру.